# Lupe Ontiveros
Pour les articles homonymes, voir Ontiveros.
Lupe Ontiveros est une actrice américano-mexicaine, née le 17 septembre 1942 à El Paso (Texas) et morte le 26 juillet 2012 à Whittier (Californie).

## Biographie
Née Guadalupe Moreno, elle est issue d'une famille de classe moyenne mexicaine qui avait émigré aux États-Unis où elle était devenue propriétaire d'une usine de tortillas et de deux restaurants à El Paso (Texas). Par la suite, Ontiveros étudia à la Texas Woman's University, université pour femmes à Denton.
Après leur mariage, Lupe Ontiveros et son mari, Elias, s'installèrent en Californie pour réaliser leur rêve, celui de fonder une entreprise automobile.
Alors qu'étant sur le point de retourner à l'université pour obtenir un diplôme d'infirmière, Ontiveros devint figurante après avoir lu un article de presse. Encouragée par son mari, elle postula, puis, s'intéressa davantage au métier du cinéma.
À l'âge de 18 ans, elle travailla comme aide sociale où elle s'occupa de la prévention de la violence conjugale ainsi que la prise de conscience et la prévention du SIDA, parmi d'autres questions de santé.
Elle fit ses débuts au très sérieux théâtre Nosotros de Los Angeles. En 1978, elle joua dans la pièce Zoot Suit puis en 1982 dans son adaptation cinématographique. Elle est aussi l'un des fondateurs de la compagnie de théâtre, Latino Theater Company.
Après avoir fait des apparitions dans de nombreux films, elle eut un rôle plus important dans le film Au nord le paradis. Elle joua ensuite dans des films comme Rêves de famille ou Selena où, dans ce dernier, elle interpréta l'assassin de la chanteuse Selena, Yolanda Saldívar ; Ontiveros est même parfois confondue avec cette dernière.
En 2000, elle obtient un rôle principal dans le film Chuck & Buck où elle joua le rôle d'une directrice de théâtre exigeante. Dans de multiples interviews, elle dit avoir accepté le rôle sans avoir même lu le script, seulement parce que son personnage n'est pas d'origine hispanique. Pour ce rôle, elle fut nommée aux Independent Spirit Awards.
En 2002, elle joue dans le film Ana avec l'actrice America Ferrera où elle incarne la mère très exigeante du personnage de cette dernière. Ses excellentes performances lui ont permis de coprésenter le festival du film de Sundance.
En 2005, Ontiveros a joué le rôle de Juanita Solis, mère de Carlos Solis dans la série Desperate Housewives où elle suspecte sa belle-fille, Gabrielle Solis, d'adultère. Elle joue aussi dans Greetings from Tucson et plus anciennement, dans Les Dessous de Veronica où elle gagna un ALMA Award en 1989, dans Pasadena, Capitaine Furillo, Red Shoe Diaries, Resurrection Blvd., Les Rois du Texas parmi de nombreuses autres séries.
Au cours de sa carrière d'actrice, Ontiveros a participé à la série web Los Americans (2011), caractérisée par une approche multigénérationnelle, une famille de classe moyenne vivant à Los Angeles. Au cours de la série, elle a participé avec Esai Morales, Yvonne DeLaRosa, JC Gonzalez, Raymond Cruz et Ana Villafañe.
Lupe Ontiveros meurt le 26 juillet 2012 à Whittier (Californie) des suites d'un cancer du foie.

## Filmographie

### Cinéma
- 1982 : Chicanos Story (Zoot Suit), de Luis Valdez
- 1985 : Les Goonies de Richard Donner : Rosalita
- 1992 : Dolly (Dolly Dearest) de Maria Lease : Camilla
- 1992 : Universal Soldier de Roland Emmerich : la femme de ménage de Gregor
- 1993 : Les Princes de la ville (Bound by Honor) : Carmen
- 1995 : Rêves de famille (My Family) de Gregory Nava
- 1997 : The Brave de Johnny Depp : Maria
- 1997 : Selena de Gregory Nava : Yolanda Saldivar
- 1997 : Pour le pire et pour le meilleur de James L. Brooks : Nora Manning
- 2001 : Storytelling de Todd Solondz : Consuelo
- 2002 : Ana de Patricia Cardoso : Carmen Garcia
- 2010 : La Guerre des pères de Rick Famuyiva : Momma Cecilia
- 2011 : Le Chihuahua de Beverly Hills 2 : Mme Cortez

### Télévision
- 1976 : Drôles de dames (saison 1, épisode 8) : la femme de ménage
- 1988 : Madame est servie (saison 4, épisode 19) : Margarita
- 1992 : Les Contes de la crypte (saison 4, épisode 4) : Madame Leona
- 1996 : Caroline in the City (saison 1, épisode 17) : Rosa
- 1997 : Les Dessous de Veronica (4 épisodes) : Louisa
- 2002 : Les Rois du Texas (saison 6, épisode 10) : Anne (voix)
- 2004-2005, 2012 : Desperate Housewives de Marc Cherry (8 épisodes) : Juanita « Mama » Solis
- 2007 : Cory est dans la place (saison 1, épisode 12) : Mama Martinez
- 2008 : Weeds (saison 4, épisode 9) : la religieuse
- 2009 : Southland (saison 1, épisode 7) : Marta Ruiz
- 2010 : Le Secret d'Eva (Lies in Plain Sight) : le docteur Stone
- 2012 : Rob : Abuelita

## Distinctions

### Récompenses
- ALMA Awards 1998 : Meilleure actrice dans une comédie pour Veronica's Closet
- National Board of Review 2000 : Meilleur second rôle féminin pour Chuck and Buck
- Independent Spirit Awards 2001 : Meilleur second rôle féminin pour Chuck and Buck
- Sundance Film Festival 2002 : prix spécial du jury pour Real Women Have Curves
- Imagen Foundation Awards 2003 : Meilleur second rôle féminin pour Real Women Have Curves

### Nominations
- NCLR Bravo Awards 1996 : Meilleure interprétation dans un téléfilm ou une mini-série pour ...And the Earth Did Not Swallow Him
- ALMA Awards 1998 : Meilleure actrice pour Pour le pire et pour le meilleur (As Good as It Gets)
- Cinequest Film Festival 2003
- Emmy Award 2005 : Meilleure actrice invitée dans une série comique pour Desperate Housewives

## Anecdotes
- Elle joua le rôle d'une femme de ménage dans au moins 150 films ou pièces de théâtre. Elle est aussi le narrateur d'un documentaire américain, Maid in America.
- Deux des trois fils d'Ontiveros sont sourds.
- Son nom est mal orthographié dans le générique du film Dolly.